# Foot Locker

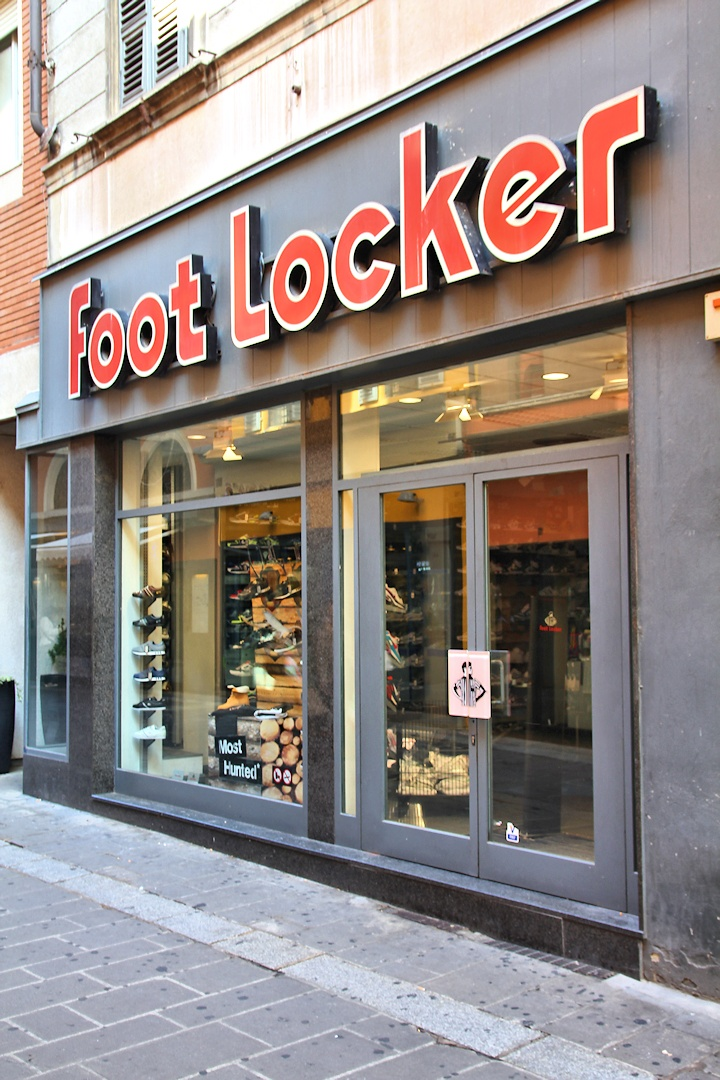
Foot Locker en Italia.

Foot Locker es una multinacional estadounidense dedicada al calzado y ropa deportiva. Su sede se encuentra en Nueva York y opera en más de 20 países con cerca de 3.900 franquicias. Como seña principal de identidad, su logotipo y empleados visten un uniforme similar al de los árbitros en las ligas deportivas americanas.

## Historia
En 1963 el grupo Woolworth compró una empresa dedicada al calzado, Kinney Shoe Corporation, que convirtió en una filial. De esta compañía surgieron tiendas de calzado especializadas, entre las cuales se encontraba la dedicada a calzado y ropa deportiva, Foot Locker, en 1974. Ese mismo año abre su primera tienda en California.
La marca comenzó pronto a expandirse por todo Estados Unidos e incluso inició operaciones en Europa en la década de 1980. Esto chocaba sin embargo con el declive de su propietaria Woolworth, que empezó a cerrar varias de sus tiendas por todo el país. Las operaciones de Foot Locker pasaron a ser controladas por una entidad llamada Woolworth Company, que con la quiebra de la matriz en 1997 pasó a ser Venator Group, y Foot Locker se convirtió en la principal empresa de calzado del grupo Kinney. En 1998, Venator anuncia el cierre de todas las antiguas tiendas de Kinney, lo que convierte a Foot Locker en la empresa principal del grupo, y en 2001 el propio grupo cambió su nombre por el de Foot Locker Inc.